# Florin-Teodor Tănăsescu
Florin-Teodor Tănăsescu (n. 12 aprilie 1932, Bârlad, județul Vaslui - fost Tutova) este un inginer electrotehnician român, inventator, cercetător și profesor universitar, membru de onoare al Academiei Române (din 2021). Florin-Teodor Tănăsescu a fost membru de partid din 1958 și membru CC al PCR în perioada 1979 - 1985.

## Biografie
Tatăl său, Dumitru Tănăsescu, a fost avocat, cunoscut pentru hobby-ul său de apicultor. Mama sa, Cecilia Tănăsescu (născută Dragomir) (1902-1986), a fost profesoară de istorie în Bârlad și Buzău. 
A absolvit Facultatea de Electrotehnică a Institutului Politehnic din București în 1956. Doctoratul l-a obținut în 1968, cu o teză în domeniul măsurilor electrice susținută la Institutul Politehnic din Iași.
Florin-Teodor Tănăsescu a început activitatea profesională ca inginer de cercetare la Institutul de Cercetări și Proiectări Electrotehnice. El a crescut treptat, până când a ajuns în funcția de director al Institutului. În cursul mandatului său a fost realizat sediul central al institutului, aflat în cartierul Vitan. Activitatea sa de cercetare s-a concentrat pe echipamente electrice de înaltă tensiune, noi surse de energie, electrotehnică și descărcări electrice în izolatori, și s-a finalizat prin patentarea a numeroase invenții. De asemenea, este profesor la Universitatea Politehnica din București și Universitatea Valahia din Târgoviște.
La nivel național, Florin-Teodor Tănăsescu a fost coordonator al politicii naționale de cercetare științifică în Consiliului Național pentru Știință și Tehnologie - CNST (1985-1987) și secretar de stat în Ministerul Educației (1992-1996). El este redactor-șef al revistei "Electronica-Electrotehnica-Automatica".
Florin-Teodor Tănăsescu este membru al International Council on Large Electric Systems (CIGRE) (Consiliul Internațional privind Sistemele Electrice Mari) și a World Energy Conference WEC (Conferința Mondială a Energiei).
Este membru al Academiei de Științe Tehnice din România și membru de onoare al Academiei de Științe a Moldovei.
Florin-Teodor Tănăsescu a adus o contribuție importantă în activitatea societăților științifice din România. În 1986 a fost ales președinte al Comitetului Electrotehnic Român, afiliat Comisiei Electrotehnice Internaționale - IEC. El este activ în echipa de lucru pe "IEC Tezaur". Este membru fondator al CNR - CME (Comitetul Național Român al Consiliului Mondial al Energiei) și al Societății Telework Române. De asemenea, el este secretar general al Academiei de Științe Tehnice din România, membru al consiliului executiv al Asociației Generale a Inginerilor din România (AGIR) pentru perioada 2006-2009 și președinte al "Asociației Române de Terminologie" (TermRom).
Florin-Teodor Tănăsescu a condus numeroase lucrări de doctorat. În 2021 a fost ales membru de onoare al Academiei Române.

## Activitate
A ocupat sau ocupă multe poziții de demnitar public sau în asociații profesionale, dintre care:
- Director la Institutul de Cercetări și Proiectări Electrotehnice (ICPE) București (1969-1985, 1987-1991);
- Director general adjunct, respectiv director general al Institutului Central pentru Mașini-Unelte, Electrotehnică și Electronică (1981-1985);
- Vicepreședinte al Consiliului Național pentru Știință și Tehnologie (1985-1987);
- Secretar de Stat în Ministerul Educației (1992-1996);
- Președinte al Comitetului Electrotehnic Român din 1984;
- Adjunct al reprezentantului României în Comitetul Tehnic INTERELECTRO (Organizația Internațională de Colaborare Economică și Tehnico-Științifică în Domeniul Industriei Electrotehnice);
- Secretar general fondator al Academiei de Științe Tehnice din România din anul 1998;
- Membru titular al Diviziei de Istoria Tehnicii a Comitetului Român de Istoria și Filozofia Științei și Tehnicii al Academiei Române;
- Membru onorific în Asociația Patronală Surse Noi de Energie - SunE, din cadrul Federației Patronale Energetica[7][8][9];
- Membru în Consiliul Editorial al Revue Roumaine des Sciences Techniques, Serie Électrotechnique et Énergétique, Académie Roumaine[10];

## Titluri, premii și distincții
- Doctor honoris causa al Universității Valahia din Târgoviște;
- Premiul "Traian Vuia" al Academiei Române (1970);
- Premiul, diploma și medalia "Dragomir Hurmuzescu";
- Diploma de onoare a Autorității Naționale pentru Cercetare Științifică și Inovare.[11];
- Ordinul Meritul Științific clasa III (1970);
- Ordinul Meritul Științific clasa II;
- Ordinul „Meritul Științific” clasa I (21 august 1979) „pentru contribuția deosebită adusă la înfăptuirea politicii Partidului Comunist Român de făurire a societății socialiste multilateral dezvoltate în patria noastră, cu prilejul celei de-a 35-a aniversări a revoluției de eliberare socială și națională, antifascistă și antiimperialistă”[12]
- Ordinul Muncii clasa I (29 aprilie 1983) „pentru contribuția adusă la înfăptuirea politicii partidului și statului de făurire a societății socialiste multilateral dezvoltate în patria noastră și rezultatele deosebite obținute în întrecerea socialistă pentru îndeplinirea și depășirea planului național unic de dezvoltare economico-socială pe anul 1982”[13]
- Ordinul Meritul Științific clasa I (1985);
- Ordinul Național „Pentru Merit” (România) cu grad de Ofițer (2000).

## Brevete de invenție
- Nr.56111 - Metoda și instalație pentru sesizarea nivelului de poluare în instalații electrice amplasate în exterior;
- Nr.68339 - Dispozitiv de acoperire cu pudră în câmp electrostatic a suprafețelor metalice;
- Nr.69498 - Generator termoelectric;
- Nr.74552 - Supraveghetor electronic activ;
- Nr.74691 - Mașină de copiat documente, electrostatică de tip birou;
- Nr.77349 - Procedeu de obținere a semifabricatelor din cupru sau aliaje din cupru și argint;
- Nr.77635 - Micromotor bloc;
- Nr.78532 - Sistem de protecție pentru instalațiile optice și electronice care lucrează în condiții de praf intens;
- Nr.78533 - Pulverizator electrostatic;
- Nr.78764 - Metode pentru măsurarea concentrației de particule în emisie;
- Nr.79413 - Mașină electrică axială de c.a.;
- Nr.79586 - Mașină electrică axială de c.a. modulară;
- Nr.79958 - Motor eolian;
- Nr.80292 - Procedeu de realizare a circuitelor imprimate flexibile și materiale destinate acestora;
- Nr.81136 - Instalație pentru acoperirea cu pudre a pieselor;
- Nr.81166 - Compoziții și metode de obținere pentru produse reticulabile;
- Nr.81731 - Material consumabil de tip toner pentru mașini electrostatice de copiat și procedee de obținere;
- Nr.81732 - Procedeu de obținere a unui material consumabil de tip toner pentru mașini electrostatice de copiat;
- Nr.82939 - Instalație de comandă a sistemelor cu cuplaj electromagnetic pentru mașini de cusut industriale;
- Nr.84065 - Instalație eoliană cu turbină cu ax vertical;
- Nr.85508 - Toner developator pentru mașini de copiat electrostatice și procedeu de obținere;
- Nr.86062 - Procedeu de obținere a unui luminogen;
- Nr.86344 - Compoziție electrografitică pentru hârtii xerografice;
- Nr.86935 - Sursă de înaltă tensiune pentru acoperiri electrostatice;
- Nr.87016 - Procedeu de realizare a pachetelor de tole pentru mașini electrice asincrone;
- Nr.87052 - Instalație de uleiere electrostatică a benzilor laminate la rece;
- Nr.87708 - Procedeu și mașină electrostatică de copiat;
- Nr.87885 - Procedeu de fabricare a componentelor din pulberi magnetice;
- Nr.88807 - Sistem numeric de corecție cu factor de proporționalitate variabilă;
- Nr.90746 - Geamandură maritimă de semnalizare alimentată prin conversia energiei valurilor;
- Nr.90393 - Generator demagnetizare particule defectoscopice magnetice;
- Nr.91052 - Procedeu și instalație pentru recuperarea cuprului;
- Nr.91751 - Dispozitiv pentru pulverizarea centrifugală electrostatică a pesticidelor;
- Nr.101836 - Procedeu de obținere a unei pulberi foarte fine de politetrafluoretilena;
- Nr.102198 - Compoziție pentru pulberi magnetice;
- Nr.102636 - Concentrate dispersabile în apă pentru defectoscopie cu pulberi magnetice;
- Nr.102637 - Pulbere magnetică fluorescentă;
- Nr.103275 - Circuite magnetice cu miez de fier;
- Nr.103276 - Ansamblu de bobine cu reactanță;
- Nr.104481 - Procedeu de acoperire a suprafețelor metalice;
- Nr.104520 - Dispozitiv pentru acționarea mașinilor de cusut și/sau surfilat;
- Nr.107330 - Servomotoreductor de curent continuu, cu rotor disc, în construcție integrată;
- Procedeu si instalatie de realizare a unei benzi de fretare.

## Activitate publicistică

### Cărți
- Pagini din istoria Comitetului Electrotehnic Român (CER): 1927-1941 - seria Repere istorice, Editura AGIR, ISBN 978-973-720-348, București, 2010;
- The Modern Problems of Electrostatics with Applications in environment protection - cu Ion I. Inculeț și Radu Cramariuc, Editura Kluwer Academic Pub, ISBN 9780792359296, 1999;
- Repere ale ingineriei românești - cu Mihai Mihăiță și Mihai Olteneanu, Editura AGIR, ISBN 978-973-8130-15-9, ISBN 973-8130-15-8, București 2000;
- Landmarks of Romanian Engineering - cu Mihai Mihăiță, Mihai Olteneanu, Editura AGIR, ISBN 973-8130-03-4, București, 2000;
- Dicționar explicativ pentru științele exacte (Român-Englez-Francez): Electrotehnică (1). Detectarea și măsurarea radiațiilor ionizante - cu Drăgan Gleb, Panaitescu Aureliu, Târnoveanu Călin Alexandru, Paraschiva Onica, Nicolescu Paul, Editura AGIR, ISBN 973-99296-7-2, București;
- Dicționar explicativ pentru științele exacte (Român-Englez-Francez): Electrotehnică (2). Încercări generale și fiabilitate -  cu Drăgan Gleb, Panaitescu Aureliu, Vizanti Ana Maria, Paraschiva Onica, Nicolescu Paul, Editura AGIR, ISBN 973-99296-8-0, București;
- Dicționar explicativ pentru științele exacte (Român-Englez-Francez): Electrotehnică (3). Tracțiune electrică. Aplicații electromecanice - cu Drăgan Gleb, Panaitescu Aureliu, Rogobete Dorina, Paraschiva Onica, Nicolescu Paul, Editura AGIR, ISBN 973-8130-70-0, București;
- Dicționar explicativ pentru științele exacte (Român-Englez-Francez): Electrotehnică (4). Tehnologia informației - cu Drăgan Gleb, Panaitescu Aureliu, Vizanti Ana Maria, Paraschiva Onica, Editura AGIR, ISBN 973-8130-27-1, București;
- Dicționar explicativ pentru științele exacte (Român-Englez-Francez): Electrotehnică (5). Reactoare nucleare - cu Drăgan Gleb, Panaitescu Aureliu, Târnoveanu Călin Alexandru, Paraschiva Onica, Editura AGIR, ISBN 973-8130-30-1, București;
- Dicționar explicativ pentru științele exacte (Român-Englez-Francez): Electrotehnică (6). Transportul și distribuția energiei electrice - cu Drăgan Gleb, Panaitescu Aureliu, Sufrim Cristina, Paraschiva Onica, Editura AGIR, ISBN 973-8130-26-3, București;
- Dicționar explicativ pentru științele exacte (Român-Englez-Francez): Electrotehnică (7). Electrobiologie și echipament medical - cu Drăgan Gleb, Panaitescu Aureliu, Târnoveanu Călin Alexandru, Paraschiva Onica, Editura AGIR, ISBN 973-8130-31-X, București;
- Dicționar explicativ pentru științele exacte (Român-Englez-Francez): Electrotehnică (10). Materiale electrotehnice - cu Drăgan Gleb, Panaitescu Aureliu, Rogobete Dorina, Lăzărescu Ruxanda, Paraschiva Onica, Editura AGIR, ISBN 973-8130-71-9, București;
- Dicționar explicativ pentru științele exacte (Român-Englez-Francez): Electrotehnică (12). Mașini și transformatoare electrice - cu Drăgan Gleb, Panaitescu Aureliu, Târnoveanu Călin Alexandru, Paraschiva Onica, Editura AGIR, ISBN 973-8466-26-1, București;
- Dicționar explicativ pentru științele exacte (Român-Englez-Francez): Electrotehnică (13). Componente și dispozitive electronice - cu Drăgan Gleb, Panaitescu Aureliu, Vizanti Ana Maria, Paraschiva Onica, Editura AGIR, ISBN 973-8466-48-2, București;
- Dicționar explicativ pentru științele exacte (Român-Englez-Francez): Electrotehnică (14). Măsurări în electricitate - cu Drăgan Gleb, Panaitescu Aureliu, Vizanti Ana Maria, Paraschiva Onica, Editura AGIR, ISBN 973-8466-49-0, București;
- Dicționar explicativ pentru științele exacte (Român-Englez-Francez): Electrotehnică (15). Comandă și reglare - Automatizări industriale - cu Drăgan Gleb, Panaitescu Aureliu, Vizanti Ana Maria, Paraschiva Onica, Editura AGIR, ISBN 973-8466-87-3, București;
- Dicționar explicativ pentru științele exacte (Român-Englez-Francez): Electrotehnică (16). Telecomunicații I - cu Drăgan Gleb, Panaitescu Aureliu, Târnoveanu Călin Alexandru, Paraschiva Onica, Editura AGIR, ISBN 973-8466-88-1, București;
- Dicționar explicativ pentru științele exacte (Român-Englez-Francez): Electrotehnică (17). Telecomunicații II - cu Drăgan Gleb, Panaitescu Aureliu, Târnoveanu Călin Alexandru, Paraschiva Onica, Editura AGIR, ISBN 973-8466-99-7, București;
- Dicționar explicativ pentru științele exacte (Român-Englez-Francez): Electrotehnică (18). Tehnica iluminatului - cu Drăgan Gleb, Panaitescu Aureliu, Vizanti Ana Maria, Paraschiva Onica, Editura AGIR, ISBN 973-720-004-7, București;
- Dicționar explicativ pentru științele exacte (Român-Englez-Francez): Energetică (5). Electrotehnică generală - cu Drăgan Gleb, Panaitescu Aureliu, Vizanti Ana Maria, Paraschiva Onica, Editura AGIR, ISBN 973-720-017-9, București;
- Dicționar al terminologiei electrotehnice (Român-Englez-Francez) - cu Timotin Alexandru, Paraschiva Onica, Editura AGIR, ISBN 973-720-095-2, București, 2006;
- Dictionary of electrotechnical terminology (English-Romanian) - cu Alexandru Timotin, Paraschiva Onica, Dorina Rogobete, Alexandru Târnoveanu, Ana-Maria Vizanti, Editura AGIR, ISBN 978-973-720-070-9, București, 2006;
- Dictionnaire de la Terminologie Electrotechnique (Français-Roumain) - cu Alexandru Timotin, Paraschiva Onica, Editura AGIR, ISBN 973-720-071-3, București, 2006;
- Dicționar explicativ pentru știință și tehnologie (Român-Englez-Francez): Electrotehnică - cu Timotin Alexandru, Panaitescu Aureliu, Editura AGIR, ISBN 978-973-720-172-0, București, 2007;
- Dicționar pentru știință și tehnologie (Englez-Român), (Francez-Român): Electrotehnică - cu Drăgan Gleb, Panaitescu Aureliu, Rogobete Dorina, Vizanti Ana Maria, Paraschiva Onica, Târnoveanu Călin Alexandru, Răduleț Remus, Timotin Alexandru, Editura AGIR, ISBN 973-720-212-3, București, 2008;
- Agenda tehnică - cu Valerius Stanciu, Smaranda Nițu, Constantin Nițu, Editura Tehnică, ISBN 978-973-31-0107-9, București, 1990;
- Agenda tehnică - cu Valerius Stanciu, Viorel Bădescu, Editura Tehnică, București, 1981;
- Agenda tehnică - cu Valerius Stanciu, Viorel Bădescu, Editura Tehnică, București, 1974;
- Agenda tehnică - cu Valerius Stanciu, Viorel Bădescu, Editura Tehnică, București, 1962;
- Science and Technology Management (NATO: Science and Technology Policy, 22) - cu A.T. Balaban, Eustratios N. Carabateas, Editura IOS Pub. Inc., ISBN 978-9051993721, 1998;
- Insulator, Electrical Engineering, Electric Discharge - Editura Cede Publishing, ISBN 978-613-8-44165-6, 2012;
- EMERG, vol. I - Energie, Mediu, Economie, Resurse, Globalizare - cu I. Jelev, A. Mitu, S. Răgălie, J. Constantinescu, A. Leca, G. Manea, V. Mușatescu, Editura AGIR, ISBN 973-720-005-5, 2005;
- EMERG, vol. II - Energie, Mediu, Economie, Resurse, Globalizare - cu Vasile Rugină, Ionuț Purica, D. Chiselița, A. Proca, O. Tutuianu, A. Leca ș.a., Editura AGIR, ISBN 973-720-098-5, 2006;
- Electrotehnologii, vol. 1 - Electrostatica. Procesarea materialelor și tehnologii electrochimice - cu Mircea Bologa, Radu Cramariuc, Editura Academiei Române, ISBN 973-27-0743-7, București, 1999, 2002;
- Electrotehnologii - Protecția mediului, procesarea de materiale și control nedistructiv. - cu Mircea Bologa, Radu Cramariuc, Alexandru Bologa, Bogdan Cramariuc, Editura AGIR, ISBN 978-973-720-353-3, București, 2011;
- Tehnologii electrice speciale (Vol.I, II) - Editura ELECTRA, ISBN 973-8067-50-2, București, 2001-2002;
- Remus Răduleț și contribuțiile românești la dezvoltarea terminologiei electrotehnice - cu Alexandru Timotin, Paraschiva Onica, Editura AGIR, ISBN 973-720-094-2, București, 2006;
- Academia de Științe Tehnice din România. Monografie 1997-2009 - cu Mihai Mihăiță, Dumitru Ion, Editura AGIR, ISBN 978-973-720-284-0, București, 2010.

### Lucrări autobiografice
- Florin Teodor Tănăsescu. O viață în slujba cercetării, autor: Florin Teodor Tănăsescu, Editura AGIR, ISBN 978-973-720-433-2, București, 2012;

### Articole
- La détermination des voisinages sémantiques par des relations définies entre les concepts, permet l’arrangement et le traitement informatique des langages Arhivat în 5 iunie 2016, la Wayback Machine. - Colocviul internațional "Traducerea specializată", ISBN 978-9-291220-38-0, București, 13-14 octombrie 2005;
- Un exemplu de "Veghe electronică" care ar trebui mai atent tratat de electrotehnicieni: Ecoproiectarea - cu Valerius Mihail Stanciu, Simpozionul Național Veghe Tehnologică în Electrotehnică, ISBN 978-973-0-06863-4, București, 30 iunie 2009;
- Standarde internaționale în domeniul Smart Grid. Premize și cerințe. Arhivat în 11 iunie 2016, la Wayback Machine. - cu Nicolae Vâlcov, Conferința "Smart Grids" Arhivat în 11 iunie 2016, la Wayback Machine., București, 9 mai 2013.
- Tradiții românești în domeniul terminologiei electrotehnice standardizate. - Colocviul Național de Terminologie, Terminografie, Terminotică 3T: "Terminologia în electrotehnică", ediția a 5-a, 19 sept. 2006.
- Un proiect internațional REALITER în domeniul terminologiei: Dicționarul explicativ în domeniul calității "CADEX". - cu Ștefănescu Gheorghe, Colocviul Național de Terminologie, Terminografie, Terminotică 3T: "Terminologia în electrotehnică", ediția a 5-a, 19 sept. 2006.
- Electrotehnicienii și terminologia unui limbaj de specialitate: Electrotehnica. Contribuții românești. - Colocviul Național de Terminologie, Terminografie, Terminotică 3T: "Terminologia în electrotehnică", ediția a 6-a, 9-10 oct. 2007.
- Păstrarea limbii și neologismele, două politici care pot fi convergente. - Colocviul Național de Terminologie, Terminografie, Terminotică 3T: "Terminologia în electrotehnică", ediția a 6-a, 9-10 oct. 2007;
- Remus Răduleț și terminologia tehnică[nefuncțională – arhivă]
 - în Studii și Comunicări, vol.II, pp.97-120, Comitetul Român de Istoria și Filozofia Științei și Tehnicii al Academiei Române, București, 2009.
- 125 de ani de la nașterea savantului român Ștefan PROCOPIU (the Romanian Scientist Ștefan PROCOPIU: 125 years since his birth) Arhivat în 11 iunie 2016, la Wayback Machine. - în Electrotehnică, Electronică, Automatică (EEA) Arhivat în 11 iunie 2016, la Wayback Machine., ISSN 1582-5175, București, nr.1/2015.